# Marguerite Klein
Marguerite Klein est un médecin français, épouse du rabbin et résistant français Samy Klein fusillé le 7 juillet 1944. Elle continue son œuvre auprès des Éclaireuses et éclaireurs israélites de France (EIF, devenus EEIF), et comme médecin au service de la communauté juive de France.

## Éléments biographiques
Sans doute à cause de ses études, Samy Klein habite à Strasbourg, chez un oncle, un frère de son père, le docteur Salomon Klein,. Il épousera d'ailleurs sa fille, Marguerite Klein, sa cousine germaine, durant la guerre, le 29 juin 1941, à Vichy. Marguerite était docteur en médecine.
À la demande de Robert Gamzon (« Castor »), en juillet 1941, Samy Klein, avec Marguerite (ils sont de tout jeunes mariés), fait un séjour en Algérie. Il intervient pour l'observance de la cacherout et des fêtes juives pour les jeunes Juifs se trouvant dans des unités spéciales près de Tlemcen. Il aide les chefs EIF de différentes villes d'Algérie dans leurs camps d'été.
Leur premier enfant, Annie-Rose, naît peu de jours après l'invasion de la Zone libre (Zone Sud). C'est le 11 novembre 1942 que la Wehrmacht pénètre dans cette zone. Marguerite Klein rejoint sa belle-mère, Selma Klein, à Saint-Symphorien-de-Lay, à dix-sept kilomètres à l'est de Roanne. Cet endroit devient, selon l'expression de Hammel, « le port d'attache de Samy ». Il y passe le Chabbat, autant que possible. En février 1944, cinq mois avant que Samy Klein soit fusillé, sa deuxième fille, Elsie, naît à Saint-Symphorien-de-Lay. 
Samy Klein cesse de venir à Saint-Symphorien sur les conseils de Marguerite. En effet deux événements l'ont convaincue qu'il y a danger :
- la gendarmerie française recherche des hommes de la classe de Samy Klein ;
- Théo Klein, le frère de Marguerite, membre de la Sixième (sixième section des Éclaireurs israélites) de Marseille en visite chez sa sœur à Saint-Symphorien se fait questionner par un gendarme local qui s'étonne que ses papiers ne portent pas le tampon « Juif ». Il est clair alors que la famille Klein a été identifiée comme juive[7]!

## La fin de Samy
Arrêtés le 5 juillet 1944, Samy Klein, son cousin Henri Klein, et son cousin par alliance André Elbogen, ne restent que pour un court temps en prison. Au matin du vendredi 7 juillet 1944 (la veille du 17 Tammouz) ils sont emmenés pour être fusillés au bord d'un champ. Ce champ est situé à l'Étrat à la Fouillouse (Voir, La Fouillouse), commune de l'Étrat, située à six kilomètres au nord de Saint-Étienne. Le « cadavre affreusement mutilé » de Samy Klein est trouvé sur la route de l'Étrat à la Fouillouse, le 8 juillet 1944 (le 17 Tammouz).
Chaque matin, la police française enlève les corps, après les avoir photographiés!
Plus tard, Marguerite Klein ira en pèlerinage à ce champ, et elle en rapporte ce témoignage :
"Mes chers amis,
"Je vous apporte le dernier message de Samy et je suis sûre qu'il est un réconfort pour vous tous qui l'avez aimé et qui le regrettez. Nous sommes allés sur les lieux de sa mort tragique. Il faut quitter la grand'route et monter un chemin caillouteux. C'est là, dans un coin de campagne paisible, au bord du chemin, le long d'un champ, que l'on a retrouvé son corps. Sans doute, alors, ce champ était-il couvert d'une riche moisson. Il y a plus de deux mois de cela et le voilà tout labouré, prêt pour une nouvelle semence. N'est-ce pas là un symbole? La riche récolte qu'il avait amassée en lui pour nous, nous l'avons perdue en le perdant, mais si cette perte nous touche au plus profond de nous-mêmes, ne nous prépare-t-elle pas par là même au dur travail qui nous attend? Les difficultés sont faites pour nous donner la joie de les vaincre. Ayons le courage".
"signé: MARGUERITE"'
Les dépouilles de Henri Klein, Samy Klein et André Elbogen sont inhumées dans le cimetière de l'Etrat, puis inhumées à nouveau, quelques semaines après la Libération, dans le cimetière juif de La Mouche, rue du rabbin Abraham Bloch, à Lyon. Les tombes de Henri Klein, Samy Klein et André Elbogen sont placées côte-à-côte dans le carré A Allée J. Cette seconde inhumation se fera en même temps que pour les cinq fusillés du 19 mai 1944 de la ferme-école Saint-Germain près de Villemotier dans l'Ain, incluant Aron Wolf, l'ami de Samy Klein. Ces secondes inhumations sont facilitées par le grand-rabbin de Lyon, David Feuerwerker, l'ami de Samy Klein. Selon la tradition juive, ils seront veillés toute une nuit par les chefs Éclaireuses et éclaireurs israélites de France (EIF, devenus EEIF) de Lyon, incluant Frédéric-Shimon Hammel, au cimetière juif de Lyon.
Ce n'est qu'au début septembre 1944 que Marguerite Klein apprend avec précision les circonstances de la mort de Samy. Elle voit alors les photos et elle lit le signalement vestimentaire. Elle se trouve à Roanne. Comme le demande la tradition juive, elle ne fait qu'une heure de shiv'ah (sur les sept jours de deuil).
À titre posthume, Samy Klein est décoré de la médaille de la Résistance par décret du 3 août 1946.

## Le dernier message de Samy Klein
Dans son dernier message, écrit six mois avant d'être fusillé, Samy Klein brosse le tableau de sa vie, exprime ses espoirs et ses regrets.
Il s'adresse directement à son épouse.

## Vivre et construire
Marguerite Klein est docteur en médecine. Elle continuera de participer au Mouvement des Éclaireurs israélites de France. Pendant des années, elle sera commissaire de la Branche Féminine, puis présidente du Mouvement. À la Fédération française des éclaireuses, elle représente les Éclaireuses israélites.